# لمبیخو
لمبیخو (به اسپانیایی: Lomoviejo) یک شهرستان در اسپانیا است که در استان وایادولید واقع شده‌است.